# Berengar II de Sulzbach
El Conde Berengar II de Sulzbach (c. 1080–83 - 3 de diciembre de 1125), a veces conocido como Berengar I de Sulzbach, fue Conde de Sulzbach en Baviera. Berengar era un dirigente del partido reformista, que se alineó con el Papa Gregorio VII durante la Querella de las Investiduras frente a Enrique IV, Sacro Emperador Romano, y que apoyó a Enrique V en su rebelión contra su padre. Es conocido como fundador de varias abadías.

## Familia
El abuelo de Berengar fue Gebhard I, Conde de Sulzbach (m. 1071), que se casó con la hija del conde Berengar I de Sulzbach. Gebhard pudo haber sido el hijo de Herman IV, Duque de Suabia (m. 28 de julio de 1038), pero esto no es seguro. Gebhard fue padre de Gebhard II y Berengar fue el hijo de este Gebhard II de Sulzbach (m. 1085) y Ermengarda de Rott (m. 14 de junio de 1101). Su hermana Adelaide pudo estar casada con el conde Siboto II de Weyarn-Falkenstein, posteriormente defensor de la abadía de Baumburg. Los Weyarnos apoyaron inicialmente a Enrique IV en su conflicto con Gregorio VII durante la Querellaa de Investidura. Más tardío Siboto II fue asociado con el bando pro-papal en el que militaban los Sulzbachs.[cita requerida]
Alrededor de 1099 Berengar se casó con Adelaida von Lechsgemünd, viuda y heredera del Conder Udalric de Passau, apodado "el muy rico". Estuvieron casados seis años hasta la muerte de Adelaida en 1105, y no tuvieron hijos. El primo de Udalric, el conde palatino Rapoto de Baviera, había muerto en la misma época que Udalric y había sido sucedido por Diepold III, margrave del Nordgau en Baviera, que heredó los títulos de Conde de Cham y Margrave de Vuhburg y que era pariente de Berengar.
La segunda esposa de Berengar fue Adelaida von Dadoßen-Wolfratshausen, con quien tuvo seis hijos, cuatro de los cuales se casaron entre la más alta nobleza. Su hijo, el conde Gebhard III de Sulzbach, desposó a Matilda, hija de Enrique IX, Duque de Baviera. Su hija Gertrudis fue la mujer de Conrado III de Alemania. Su hermana Luitgarde se casó con Godofredo II de Lovaina, y duque de Baja Lorena. En 1143 su hija Bertha, luego conocida como Irene, se casó con el Emperador Manuel I Comneno de Bizancio (c. 1120–1180). Murió en torno a 1158.

## Consejero de Enrique V
El 5 de febrero de 1104, el conde Sigehard de Burghausen fue asesinado, y Enrique IV, Sacro Emperador Romano fue acusado del delito. Berengar fue uno de los príncipes bávaros que consideraron responable al emperador del asesinato. Los otros fueron Diepold III de Cham-Vohburg y Otto, conde de Kastl-Habsberg.[10] Animaron a Enrique V a rebelarse contra su padre.  Los tres estaban muy vinculados con el partido gregoriano del Obispo Gebardo de Constanza. El partido reformista creía que Enrique IV estaba dirigiendo al pueblo hacia la destrucción y que sólo la iglesia gregoriana y la reforma monástica podrían marcar el camino a la salvación.
El 12 de diciembre de 1104 Enrique V, al frente de un pequeño séquito abandonó el campamento de su padre en Fritzlar y se refugió en Baviera, el comienzo de la rebelión.[12] Durante la lucha de 1104 a 1106 Berengar estuvo a menudo junto a Enrique como uno de sus asesores claves en asuntos del reino.[13] En 1106 Enrique IV se refugió de su hijo en Regensburg, pidiendo ayuda al Duque checo Bořivoj. El ejército checo intervino, pero cuando vieron que Enrique V contaba con el apoyo del Margrave Diepold III y el Conde Berengar retrocedieron.[14] El emperador continuó su huida y murió en Lieja el 8 de agosto de 1106.
Entre 1108 y 1111 Berengar participó en las campañas en Hungría y Polonia y en la expedición de Enrique a Roma. Desde enero de 1116 a otoño 1119 no hay ninguna señal de su presencia en la corte real de Enrique V. Se cree que durante este tiempo, Berengar dedicó su ausencia de la corte real a aumentar sus monasterios.
Enrique V murió el 23 de mayo de 1125. Berengar estuvo presente en el funeral del emperador, y fue uno de los firmantes de una carta en la que se invita los hombres principales del reino a asistir a una dieta el 25 de agosto de 1125 para elegir un sucesor. El primer firmante fue Adalberto I, Arzobispo de Maguncia, archicanciller de Alemania. Los otros firmantes seculares fueron Enrique IX de Baviera, Federico II de Suabia y Godofredo, conde palatino.
Berengar murió el 3 de diciembre de 1125 y fue sucedido por su hijo Gebhard III. El hijo y heredero de Gebhard III murió en una expedición a Roma en 1167. Federico I, Sacro Emperador Romano, sobrino de Conrado III, compró las tierras de Sulzbach para sus dos hijos, Federico y Otto.

## Fundaciones religiosas
Como uno de los líderes del círculo de reforma eclesiástico en la Alta Baviera, Suabia y Sajonia Berengario fue uno  de los fundadores de las Abadías de Berchtesgaden, Kastl, y Baumberg.

### Berchtesgaden Provostry

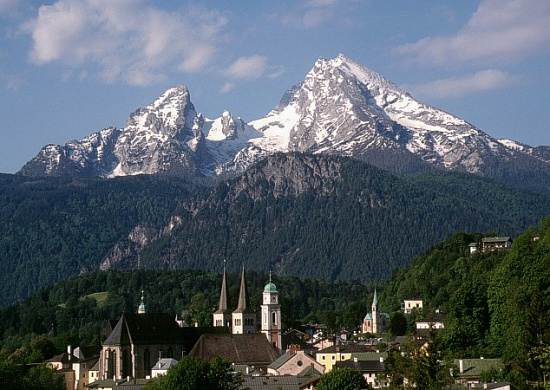
Berchtesgaden

La primera fundación monástica de Berengar, el Berchtesgaden Provostry, fue encargado por su madre Ermegarda de Rott. Según la leyenda, fue fundado en cumplimiento de una promesa como agradecimiento por la salvación de su padre, Gebardo II de Sulzbach, después de un accidente de caza en la roca en le que se levanta la Colegiata de Berchtesgaden. Su madre Ermengarda poseía Berchtesgaden por su primer matrimonio con el conde Engelberto V de Chiemgau, y como su viuda había hecho votos de construir una casa para su uso como "asamblea de clérigos de vida en común" ("congregatio clericorum communis vite"). Ermengarda no tuvo el tiempo de fundar la congregación, así que poco antes de su muerte encomendó la tarea a Berengar, para promover la salvación de ambos.
En el año de la muerte de su madre, 1101, Berengar nombró al canónigo Eberwin como primer provoste. Bajo su guía, se envió a tres monjes agustinos y cuatro hermanos legos a Berchtesgaden desde la abadía de Rottenbuch, la casa madre de los agustinos en Altbayern y un centro del movimiento de reforma canónico. Berengar y su medio-hermano Kuno von Horburg-Lechsgemünd solicitaron entonces confirmación papal para la fundación del monasterio. Probablemente en 1102 y no más tarde de 1105 Kuno von Horburg y Eberwin viajaron a Roma en representación de Berengar. El Papa Pascal II acogió muy probablemente el 7 de abril de 1102 el monasterio del conde bajo su protección.[21][18] Confirmó este privilegio por escrito a Berengar y Kuno von Horburg.[22]
Según el Fundatio monasterii Berchtesgadensis los agustinos al principio encontraron la soledad salvaje de Berchtesgaden, con sus aterradores bosques de montaña y nieves perpetuas y un lugar muy inhóspito, y buscaron un lugar más apropiado.[23][24]

### Abadía de Kastl

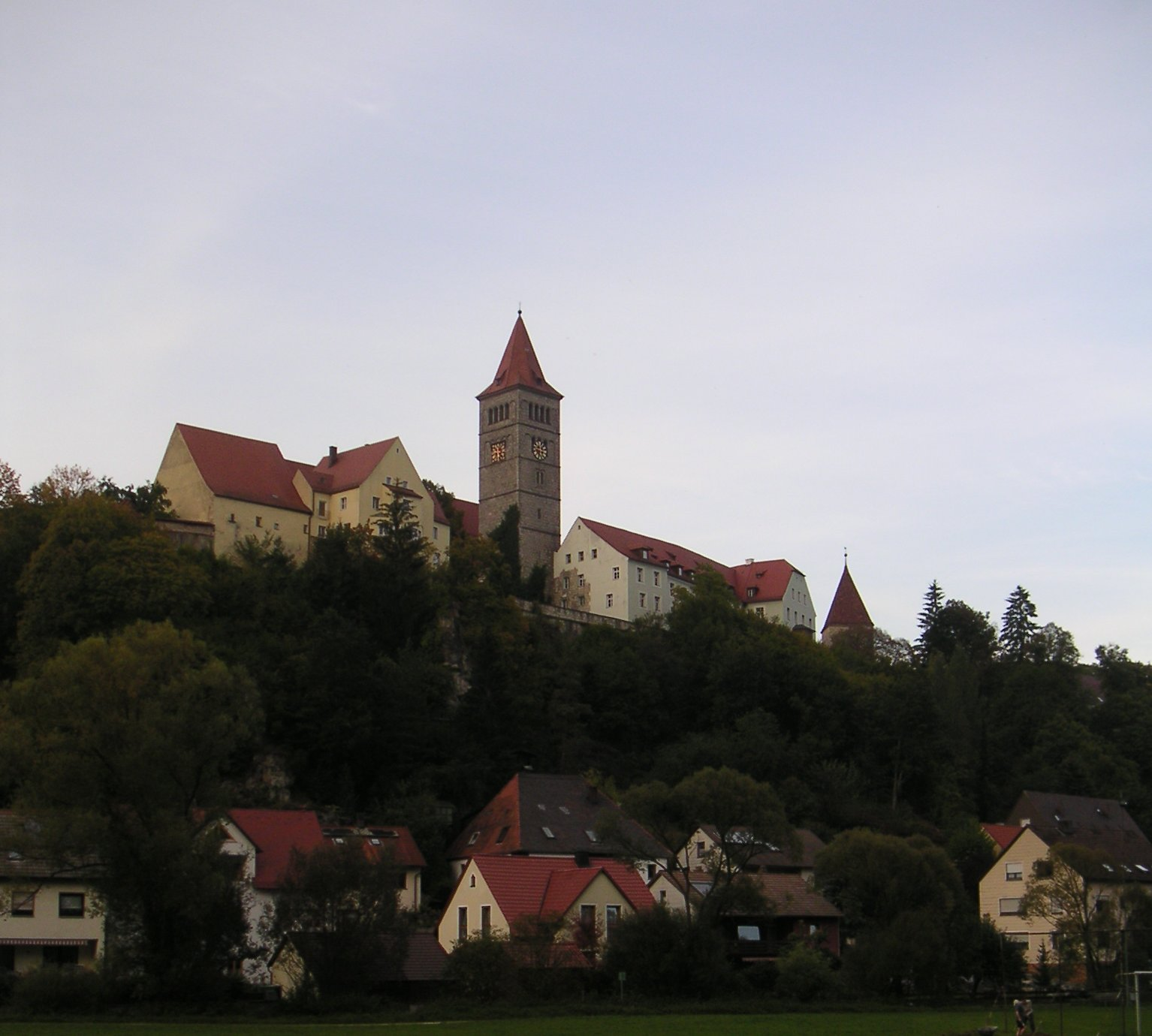
Kastl Abbey

Después del Concilio de Letró de marzo/abril de 1102, el 12 de mayo de 1102 Berengar recibió el privilegio de fundar el Monastario de San Pedro en Kastl según la reforma deHirsauer. Berengar cofundó la abadía con el conde Federico de Kastl-Habsberg y su hijo Otto.[11] Diepold III de Cham-Vohburg también ayudó a la fundación.

### Baumburg Abbey

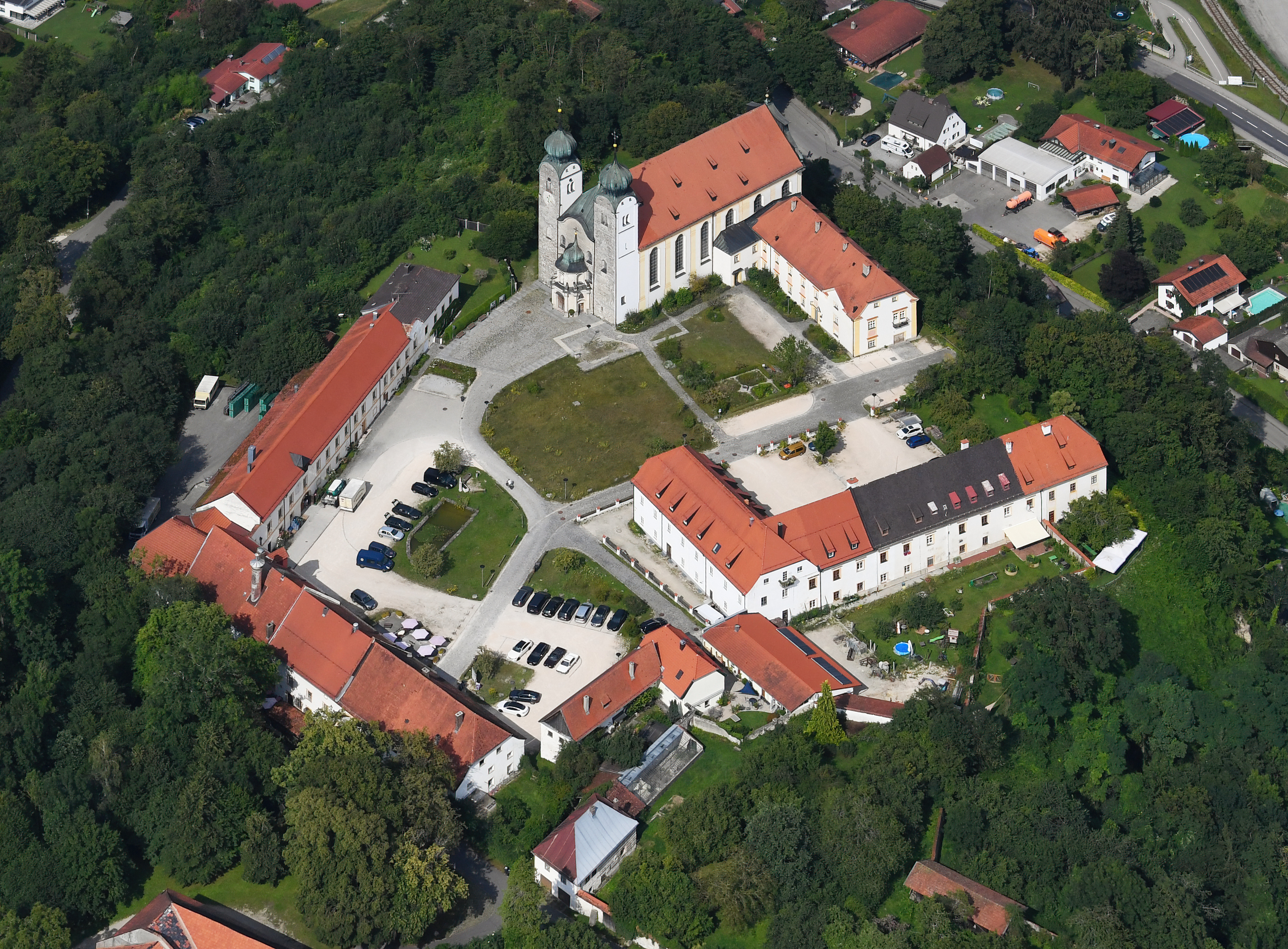
Baumburg Abbey

En 1102 Pascual otorgó a Berengar el privilegio de fundar la abadía de Baumburg Abadía.[26] En 1104–06 Berengar estaba profundamente implicado en las luchas de Enrique V contra su padre, el Emperador Enrique IV, y fue incapaz de cumplir los deseos de su esposa Adelheid von Lechsgemünd de dedicar la herencia de sus dos primeros matrimonios en establecer una congregación de Reforma. Adelaida se sintió obligada antes de su muerte (1104/1105) a hacer jurar a su marido y a doce ministros elegidos que establecerían un monasterio de canónigos regulares al norte del lago Chiemsee y anexionar la existente iglesia de St. Margaret en Baumburg. Pero fundar dos monasterios en tres o cuatro años y participar en la reforma de la abadía de Kastl al mismo tiempo resultaba muy complicado. Por tanto hizo caso al dictado de sus oficiales eclesiásticos y expandió Baumburg con bienes de Berchtesgaden de forma que al menos dispondría de al menos un monasterio bien dotado, cumpliendo los deseos de su madre y de su primera esposa.
En 1107, o como mucho en 1109, Eberwin y sus monjes de Berchtesgaden fundaron Baumburg al norte del presente distrito de Traunstein.[28] Más tarde, probablemente alrededor de 1116, Eberwin regresó a Berchtesgaden donde se había despejado la primera parcela importante y los agustinos se asentaron permanentemente.  La independencia de Berchtesgaden no era segura, ya que Gottschalk (ca. 1120–1163), provoste de Baumburg, no estaba dispuesto a aceptar la pérdida de Berchtesgaden. Después de que Berengar muriera en 1125, Gottschalk cuestionó la legalidad de la separación y pidió al Arzobispo Conrado I de Salzburg un mandato para reunificar las propiedades.[30] Conrad finalmente confirmó la independencia de ambos monasterios en 1136, lo que fue ratificado por el papa Inocencio II en 1142.